# Reynaldo Hahn
Reynaldo Hahn (Caracas, 9 d'agost de 1874 - París, 28 de gener de 1947) va ser un compositor, director d'orquestra, crític musical i escriptor veneçolà nacionalitzat francès. Fonamentalment és recordat com a compositor de cançons, gènere en què va destacar com a continuador de la tradició clàssica francesa de la mélodie.
El meravellós art, la destacable bellesa, i l'originalitat de les seues obres capten la despreocupació de la belle époque.

## Infant prodigi
Hahn era el menor de dotze germans. Son pare, Carlos va ser un enginyer, inventor i home de negocis d'origen jueu-alemany. Sa mare, amb nom de soltera De Echenagucia, era una veneçolana d'origen basc. La creixent inestabilitat política a Sud-amèrica durant la dècada del 1870 va fer evident a son pare la necessitat de deixar Veneçuela.
Hahn tenia només tres anys quan la família es va traslladar a París, i hi ha pocs dubtes sobre l'enorme impacte que aquest trasllat va provocar en el futur compositor. Tot i haver mostrat cert interès en la música folklòrica veneçolana durant la joventut, França va "determinar i definir la identitat musical de Hahn en la seva maduresa". La ciutat, amb els seus recursos culturals: l'Òpera, el Ballet de l'Òpera de París, l'Opéra Comique, a més de les relacions amb els artistes i escriptors, van constituir-se en un rerefons ideal per al precoç Hahn.
Un infant prodigi, Reynaldo va fer el debut "professional" en el saló de l'excèntrica Princesa de Metternich (neboda de Napoleó Bonaparte). Hahn va cantar, acompanyant-se ell mateix al piano, unes àries de Jacques Offenbach. Pocs anys després, a l'edat de vuit anys, Hahn va compondre les primeres cançons.
Malgrat la tradicional antipatia del Conservatori de París vers els infants prodigi (és cèlebre el rebuig de la institució a Franz Liszt uns anys abans), Hahn va ingressar-hi als deu anys. Entre els seus professors cal esmentar Massenet, Gounod i Camille Saint-Saëns i entre els companys Alfred Cortot i Maurice Ravel.

## Si mes vers avaient des ailes
L'any 1888 Reynaldo va compondre Si mes vers avaient des ailes sobre un poema de Victor Hugo; va ser un èxit instantani quan va ser publicada per Le Figaro. Arran de la publicitat que va obtenir-ne, Hahn va entrar en contacte amb els principals artistes de París (a banda de les relacions que havia conreat al Conservatori). La famosa soprano Sybil Sanderson i l'escriptor Alphonse Daudet van introduir Hahn en la seua esfera social. Hahn posseïa "una especial habilitat" per a atraure "personatges importants al seu costat".
Com molts altres compositors francesos de lieder de la seua època, Hahn va sentir-se atret per la poesia de Victor Hugo.
Moltes de les característiques de la música de Hahn ja són evidents en la cançó Si mes vers: el flexible acompanyament del piano, la línia vocal derivada de l'estructura i intimitat de la parla, els intervals i cadències sorprenents, l'astutament col·locada mezza voce, i la sofisticació i profunditat del sentiment—tot plegat impressionant, atès que només tenia tretze anys quan la va compondre.
Paul Verlaine, un altre poeta que va inspirar moltes de les més belles cançons de Reynaldo, en una ocasió va tenir l'oportunitat d'escoltar les adaptacions que dels seus poemes havia fet el jove compositor (que Hahn va titular Chansons grises, començades l'any 1887 quan Hahn tenia dotze anys i acabades tres anys després). El poeta "va plorar sentint les cançons de Hahn". L'heure exquise, de Chansons, va ser una de les cançons que sense dubte va fer brollar llàgrimes dels ulls de Verlaine. Amb el fluent acompanyament del piano, l'exquisida melodia i les enginyoses modulacions, Hahn va capturar la bellesa límpida i lànguida del text. El poeta Stéphane Mallarmé, també present, va escriure la següent estrofa:
Le pleur qui chante au language
Du poète, Reynaldo
Hahn, tendrement le dégage
Comme en l'allée un jet d'eau.

## Jean Santeuil
Tot el que he fet ha estat sempre gràcies a Reynaldo.
marcel proust
Al voltant dels dinou anys, l'any 1894, Hahn ja havia escrit moltes cançons d'amor; però la seua mundana sofisticació callava solapadament els seus propis sentiments. Va gaudir d'amistats íntimes amb dones, i aquestes realment estimaven l'encisador i galant jove compositor. Cléopatre-Diane de Mérode, una famosa bellesa de le beau monde tres anys major que Hahn, li va inspirar escriure: "L'idolatre com una gran i perfecta obra d'art". Malgrat aquesta lloança vers ella, se sap que només la va estimar a distància durant tota la seua vida. La cèlebre cortesana Liane de Pougy va escriure a Hahn cartes d'amor suplicants, tot i saber que ell mai no podria correspondre al seu amor. Potser les cartes més interessants són aquelles del mateix Hahn en què es mostra crític amb els homosexuals i l'homosexualitat. Això és comprensible considerant l'època en què va viure: la caiguda en desgràcia d'Oscar Wilde va tenir lloc en aquells anys.

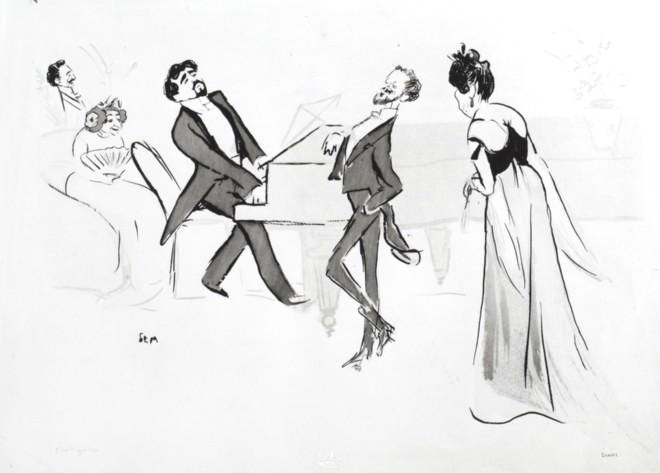
Reynaldo Hahn, al piano, amb Federico de Madrazo y Ochoa i Madeleine Lemaire. Dibuix de Sem (Georges Goursat)

1894 va esdevenir decisiu per a Reynaldo. A casa de l'artista Madeleine Lemaire, Hahn va conèixer un aspirant a escriptor tres anys major que ell. L'escriptor era el llavors poc conegut, "summament estrafolari i snob" Marcel Proust. Van compartir el seu gust per la pintura, la literatura i Fauré. Sovint van viatjar junts i van col·laborar en diversos projectes. Un d'aquests projectes, Portraits de peintres (Retrats de pintors - 1896), és una obra que consisteix en textos parlats acompanyats al piano.
Reynaldo va perfeccionar les seues capacitats com a escriptor en aquesta època, esdevenint un dels millors escriptors sobre musics i temes musicals. Molt poques vegades admirava els seus contemporanis; s'estimava més els artistes del passat, com ho demostren els seus retrats de figures llegendàries. El seu estil com a escriptor va estar caracteritzat per la seua especial habilitat per a descriure els petits detalls, semblant a Proust.
La novel·la autobiogràfica inacabada de Proust Jean Santeuil, publicada pòstumament i considerada mal estructurada, mostra no obstant un geni emergent i presagia la seua obra mestra À la recherche du temps perdu. La va començar a escriure l'any 1895, un any després de conèixer Hahn (sobre qui s'ha demostrat que n'està basat el protagonista). Tot i que cap a l'any 1896 ja havien deixat de ser amants, van continuar sent amics tota la vida i es van donar suport mutu fins a la mort de Proust l'any 1922.

## Maestro Hahn, Òpera de París
Com a director d'orquestra es va especialitzar en Mozart, i va dirigir les primeres representacions del Festival de Salzburg per invitació de Lilli Lehmann. També va assumir el càrrec de director general de l'Òpera del Casino de Canes durant la dècada del 1920 i la de 1930. Durant molts anys va ser un influent crític musical del diari Le Figaro de París.
Obligat a abandonar París durant l'ocupació nazi de 1940, va tornar-hi després de la guerra, l'any 1945, per fer-se càrrec de la direcció de l'Òpera de París. Malauradament va morir poc després sense tenir temps d'empendre les reformes que havia planificat.

## Òperes
- Ciboulette (1923)
- Le Marchand de Venise (1935)